# Chailles
Chailles és un municipi francès, situat al departament del Loir i Cher i a la regió de Centre – Vall del Loira. L'any 2007 tenia 2.427 habitants.

## Demografia

### Població
El 2007 la població de fet de Chailles era de 2.427 persones. Hi havia 848 famílies, de les quals 176 eren unipersonals (86 homes vivint sols i 90 dones vivint soles), 291 parelles sense fills, 334 parelles amb fills i 47 famílies monoparentals amb fills.
La població ha evolucionat segons el següent gràfic:
Habitants censats

### Habitatges
El 2007 hi havia 948 habitatges, 862 eren l'habitatge principal de la família, 26 eren segones residències i 60 estaven desocupats. 926 eren cases i 22 eren apartaments. Dels 862 habitatges principals, 738 estaven ocupats pels seus propietaris, 115 estaven llogats i ocupats pels llogaters i 10 estaven cedits a títol gratuït; 4 tenien una cambra, 45 en tenien dues, 108 en tenien tres, 235 en tenien quatre i 470 en tenien cinc o més. 771 habitatges disposaven pel capbaix d'una plaça de pàrquing. A 306 habitatges hi havia un automòbil i a 509 n'hi havia dos o més.

### Piràmide de població
La piràmide de població per edats i sexe el 2009 era:
| Homes | Edats   | Dones |
| ----- | ------- | ----- |
| 0     | 95 o +  | 0     |
| 0     | 90 a 94 | 0     |
| 8     | 85 a 89 | 16    |
| 12    | 80 a 84 | 8     |
| 24    | 75 a 79 | 36    |
| 40    | 70 a 74 | 36    |
| 56    | 65 a 69 | 40    |
| 32    | 60 a 64 | 56    |
| 44    | 55 a 59 | 28    |
| 96    | 50 a 54 | 100   |
| 60    | 45 a 49 | 64    |
| 100   | 40 a 44 | 68    |
| 92    | 35 a 39 | 88    |
| 100   | 30 a 34 | 100   |
| 36    | 25 a 29 | 64    |
| 44    | 20 a 24 | 24    |
| 68    | 15 a 19 | 52    |
| 48    | 10 a 14 | 64    |
| 104   | 5 a 9   | 56    |
| 96    | 0 a 4   | 76    |

## Economia
El 2007 la població en edat de treballar era de 1.519 persones, 1.111 eren actives i 408 eren inactives. De les 1.111 persones actives 1.051 estaven ocupades (544 homes i 507 dones) i 60 estaven aturades (28 homes i 32 dones). De les 408 persones inactives 131 estaven jubilades, 123 estaven estudiant i 154 estaven classificades com a «altres inactius».

### Ingressos
El 2009 a Chailles hi havia 886 unitats fiscals que integraven 2.361,5 persones, la mediana anual d'ingressos fiscals per persona era de 20.254 €.

### Activitats econòmiques
Dels 98 establiments que hi havia el 2007, 1 era d'una empresa extractiva, 3 d'empreses alimentàries, 1 d'una empresa de fabricació de material elèctric, 4 d'empreses de fabricació d'altres productes industrials, 15 d'empreses de construcció, 15 d'empreses de comerç i reparació d'automòbils, 2 d'empreses de transport, 6 d'empreses d'hostatgeria i restauració, 2 d'empreses d'informació i comunicació, 5 d'empreses financeres, 5 d'empreses immobiliàries, 10 d'empreses de serveis, 20 d'entitats de l'administració pública i 9 d'empreses classificades com a «altres activitats de serveis».
Dels 21 establiments de servei als particulars que hi havia el 2009, 1 era una oficina de correu, 1 taller de reparació d'automòbils i de material agrícola, 1 taller d'inspecció tècnica de vehicles, 2 paletes, 2 guixaires pintors, 3 fusteries, 2 lampisteries, 1 electricista, 3 perruqueries, 4 restaurants i 1 saló de bellesa.
Dels 6 establiments comercials que hi havia el 2009, 1 era un hipermercat, 1 una botiga de més de 120 m², 2 fleques i 2 carnisseries.
L'any 2000 a Chailles hi havia 10 explotacions agrícoles que ocupaven un total de 672 hectàrees.

## Equipaments sanitaris i escolars
El 2009 hi havia 1 psiquiàtric i 1 farmàcia.
El 2009 hi havia 1 escola maternal i 1 escola elemental.

## Poblacions properes
El següent diagrama mostra les poblacions més properes.